# باريس تورز 1994
باريس تورز 1994 (بالفرنسية: Paris-Tours 1994)‏ هو سباق دراجات هوائية، وهو الموسم رقم 88 من باريس تورز، وأقيم في 1994 ضمن سباقات كأس العالم لسباق الدراجات على الطريق 1994 ‏.
فاز بالمركز الأول إريك تسابل، وبالمركز الثاني جيانلوكا بورتولامي، وبالمركز الثالث زبيغنيو سبروك.

## الفائزون
| الترتيب | الفائز             |
| ------- | ------------------ |
| الفائز  | إريك تسابل         |
| الثاني  | جيانلوكا بورتولامي |
| الثالث  | زبيغنيو سبروك      |